# Stan (Eminem)
"Stan" var Eminems tredje singel som kom ut från albumet The Marshall Mathers LP, hans andra fullängdsalbum. Singeln släpptes 2000, nådde förstaplatser i både Storbritannien och Australien och har i recensioner kallats för en "kulturell milstolpe". Låten finns även med på samlingsalbumet Curtain Call: The Hits som släpptes 2005, där den framfördes med Elton John för att avvisa alla anklagelser om homofobi som hade riktats mot Eminem.
Låten handlar om ett fan som heter Stan och är besatt av Eminem, baseras ej på en sann historia även om det finns berättelser likt denna. Stan skriver brev till honom utan att få några svar, vilket frustrerar honom så mycket att han begår självmord. De tre första verserna är skrivna och rappade ur Stans perspektiv, varav de två första "skrivna" och den sista "inspelad" på kassettband. Kassettbandet i den tredje versen tänker han skicka till Eminem. Det han säger är att han kör bil och har sin gravida fru med sig i bilen och ska köra ihjäl dem båda två. I slutet av versen hör man hur bilen kör av en bro (något som även visas i musikvideon till singeln). Den fjärde och sista versen är skriven som svar till Stan ur Eminems perspektiv och hela låten slutar med att Eminem inser att han nyligen hörde om Stans död på nyheterna. Anledningen till att han inte hade svarat på breven var helt enkelt att han hade varit för upptagen.
Refrängen i den första versionen av låten är samplad från "Thank You" av Dido, en brittisk sångerska, som efter "Stan" fick sitt stora internationella genombrott.

## Musikvideo
Musikvideon till "Stan" regisserades av Phil Atwell och Dr Dre i Kalifornien. Musikvideon hade en central roll till genomslaget av singeln, med kanadensiske Devon Sawa som Stan och Dido som hans gravida flickvän. Videon nominerades till priserna årets video, bästa regi, bästa manliga video, bästa rapvideo och bästa bild på MTV Video Music Awards 2001, men vann inget av priserna.
"Stan" har utsetts till tidernas tredje bästa raplåt av Q Magazine.

## Fotnoter
1. ↑  Sean Fennessy (6 december 2005). ”Eminem: Curtain Call: The Hits: Pitchfork Record Review”. Pitchfork Records. Arkiverad från originalet den 24 juli 2007. https://web.archive.org/web/20070724132847/http://www.pitchforkmedia.com/article/record_review/17456-curtain-call-the-hits. Läst 8 januari 2008.
2. ↑  "Best cinematography".
3. ↑  ”150 Greatest Rock Lists Ever”. Rocklist Music. Juli 2004. http://www.rocklistmusic.co.uk/q150lists.htm. Läst 8 januari 2008.